# Ornithoptera priamus
Ornithoptera priamus är en fjärilsart som först beskrevs av Carl von Linné 1758.  Ornithoptera priamus ingår i släktet Ornithoptera och familjen riddarfjärilar. Inga underarter finns listade i Catalogue of Life.

## Bildgalleri

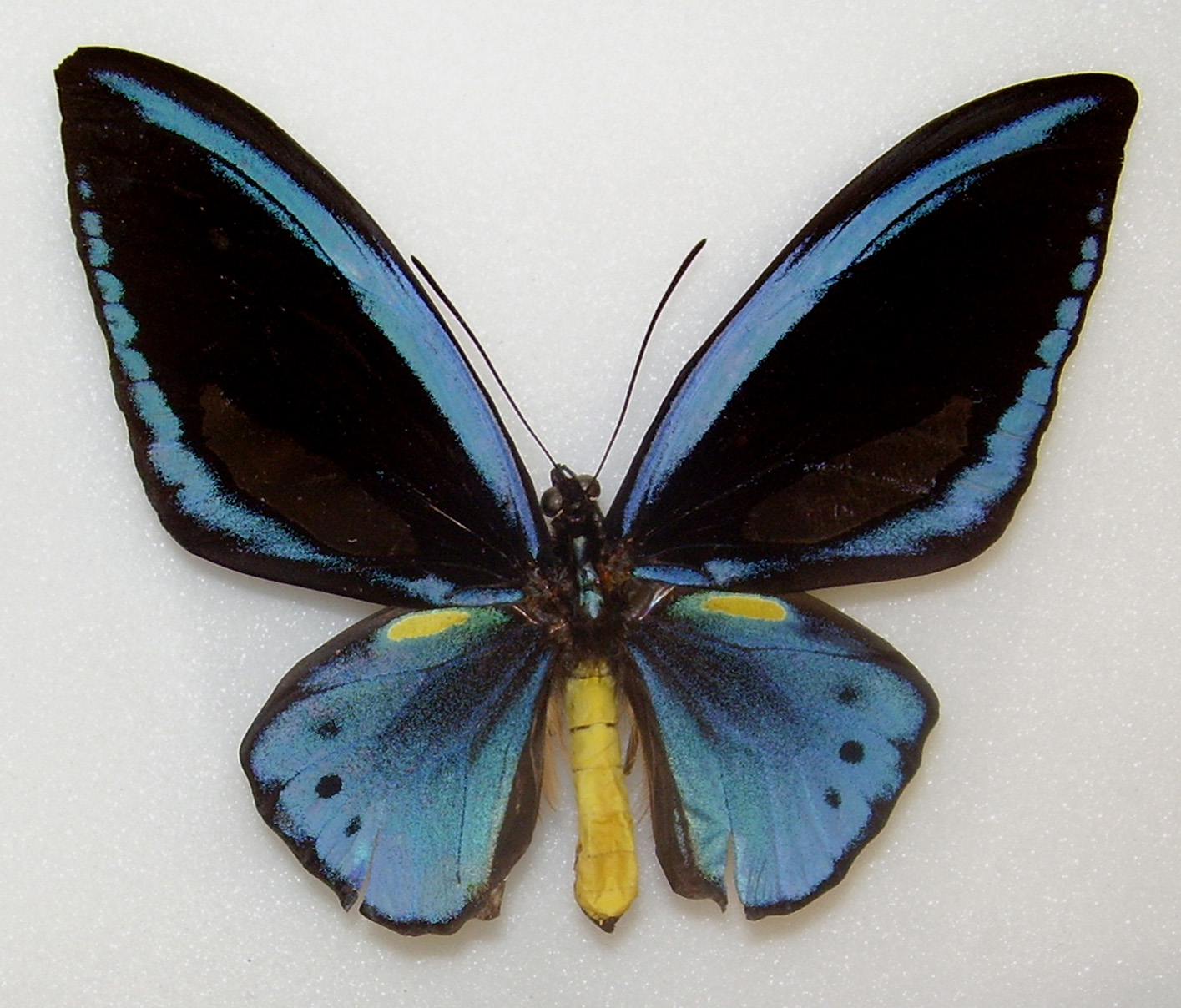
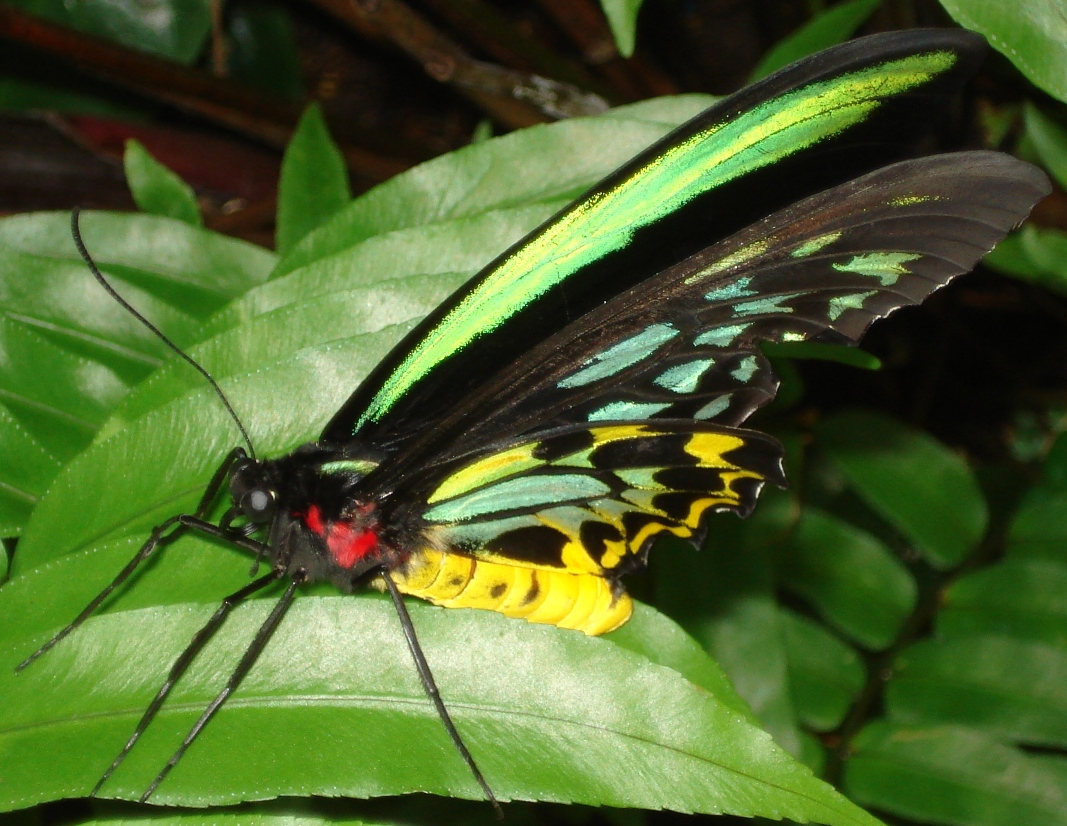
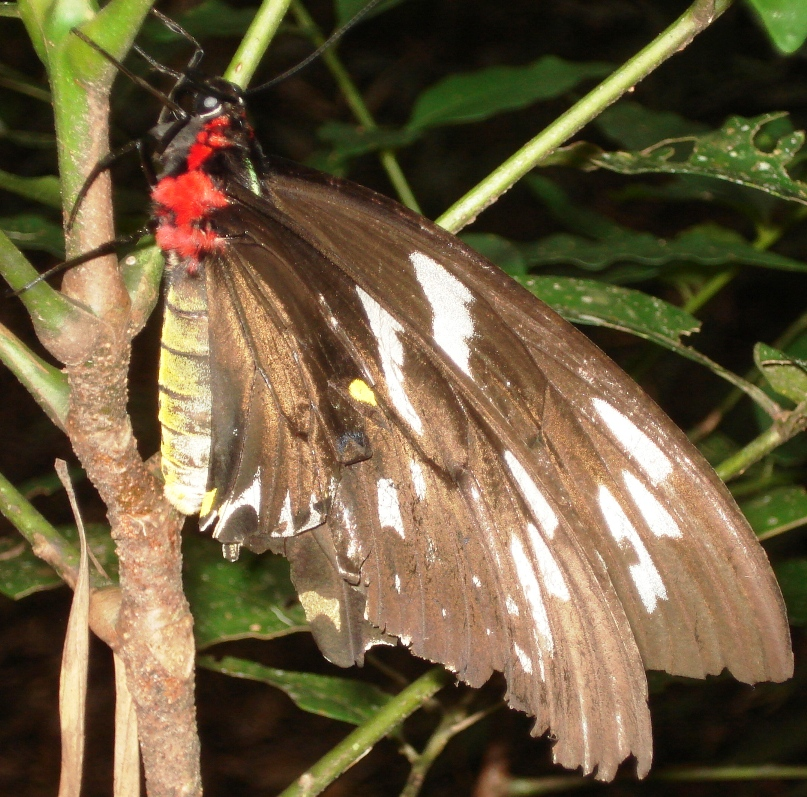
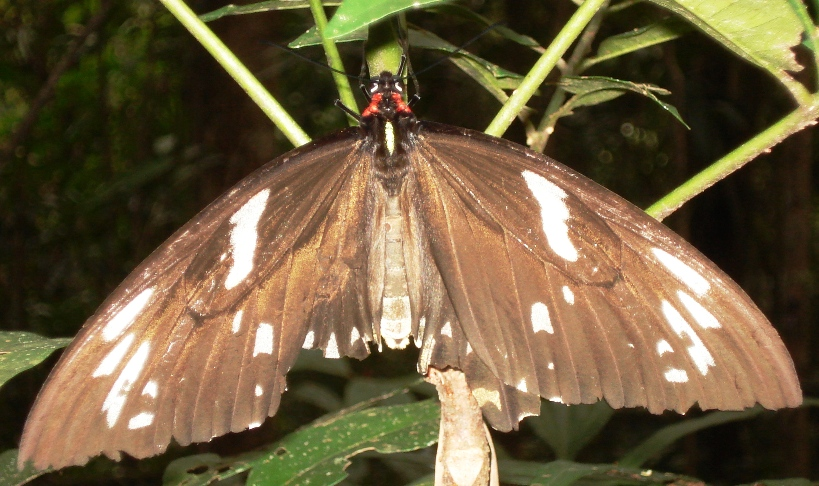
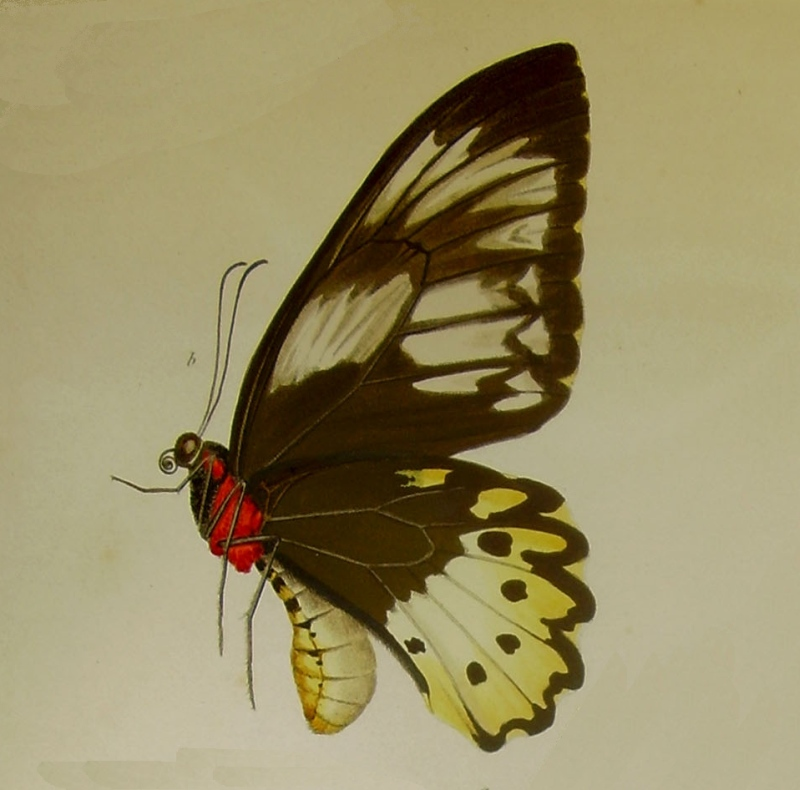
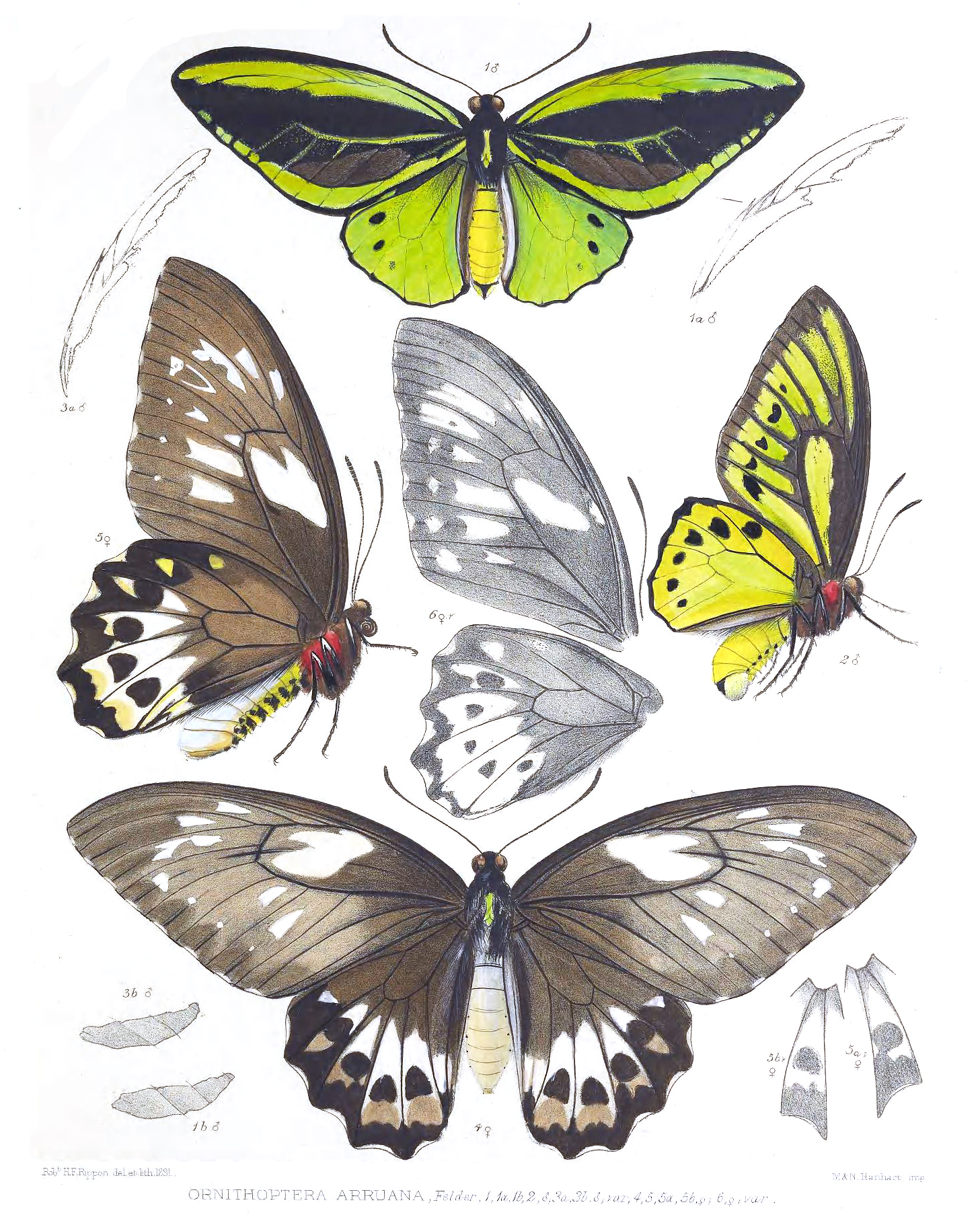